# ほくでんサービス
ほくでんサービス株式会社は、北海道札幌市中央区に本社を置く電気・ガス料金の請求・収納に関する業務、住宅電化機器の故障に関する総合窓口、省エネルギー提案、省エネルギーソリューションを行う北海道電力の非連結子会社。

## 沿革
- 1985年3月20日 - 北電営配エンジニアリング株式会社 設立登記。
- 1985年4月1日 - 配電業務受託、営業開始。6営業所（札幌中央、札幌東、岩見沢、小樽、室蘭、苫小牧)・5駐在体制。
- 1986年4月1日
  - 営業区域を全道へ拡大。営業所を支社に改称し、6支社（旭川・名寄・北見・釧路・帯広・函館）を開設。
  - 12支社・26駐在体制とする。本社に電化促進部門として「販売部」を設置
- 1989年6月1日 - （株式会社ほくでんライフシステム設立）
- 1989年8月1日 - 株式会社ほくでんライフシステムに営業権一部（電化促進部門）譲渡。
- 1997年1月 - 一般建設業（電気工事業）について北海道知事より許可。
- 2004年6月 - ほくでん契約センターバックオフィス業務受託。
- 2007年
  - 4月1日 - 株式会社ほくでんライフシステムと合併。社名をほくでんサービス株式会社に変更。経営管理本部と販売事業部・配電事業部の2事業部門、10支店・5支社・20営業所の体制とする。
  - 10月1日 - 料金業務を受託。料金事業部を設置し、3事業部門の体制とする。
- 2010年4月1日 - 生活・料金関係業務の受託範囲および営業所体制の見直し（16営業所の廃止）
- 2012年4月1日 - 総務部を分割し「人事労務部」を設置。配電部門の電力保安業務他の受託開始。
- 2013年2月1日 - 生活関連分野の販売体制見直しにより、販売事業部と料金事業部を統合し「お客さまサービス事業部」を設置。
- 2014年3月 一般建設業（管工事業）について北海道知事より許可。
- 2017年4月1日	
  - 生活・料金関連分野の受託業務拡大に伴う業務運営体制見直し。
  - お客さまサービス事業部を分割し営業推進事業部・料金事業部を設置。現行の3事業部体制とする。
- 2018年4月1日 - 料金調停業務の受託に伴ない、契約センターを2課体制とする。
- 2019年4月1日
  - 配電部門を北海電気工事株式会社へ事業分割し、配電事業部・札幌支店技術部、各支店支社および滝川営業所の技術課・名寄営業所および中標津営業所の配電部門組織は廃止となる。
  - 岩見沢支店営業課・小樽支店営業課を廃止し、札幌支店営業部に組織を統合し3課体制とする。
  - 札幌支店を除く各支店を料金課を2課体制（料金課、業務課）とする。札幌支店は料金部門を2部体制（料金部、業務部）とし、料金部に料金課、業務部に業務課を新設。
  - 札幌支店各支社（千歳支社を除く）を2課体制（料金課、業務課）とし、それぞれ料金課は札幌支店料金部、業務課は札幌支店業務部の内部組織に移行。千歳支社料金課を廃止し札幌東業務課に集約、滝川営業所料金課を廃止し岩見沢営業所業務課に集約。
  - 経営管理本部と営業推進事業部・料金事業部の2事業部門、8支店・2営業所の体制とする。
- 2021年5月1日
  - 料金センターと契約センター料金算定グループを料金事業部の本社組織に設置。14事業所の料金課および札幌支店料金部を廃止。
  - 料金センター内に料金総括グループ、料金Ⅰ～料金Ⅳグループの5グループ体制とする。
- 2024年3月31日 - ネットワーク業務公募の終了（ほくでんネットワークにて直営化）に伴い、業務課を廃止。

## 事業所
- 本社 - 札幌市中央区南1条東2丁目6番地　大通バスセンタービル2号館
  - 経営管理本部
    - 企画部
    - 総務人事部

  - 営業推進事業部
    - 営業部
    - リビング相談センター
    - ソリューション営業部

  - 料金事業部 - 札幌市中央区北9条西15丁目28番地196号　札幌ITフロントビル
    - 契約センター - 札幌市中央区北9条西15丁目28番地196号　札幌ITフロントビル
    - 料金センター - 札幌市中央区大通西5丁目9-1　アステラス大通ビル
      - 料金統括グループ
      - 料金Ⅰグループ - 札幌直轄、新小売システム担当(全道分)
      - 料金Ⅱグループ - 札幌市内(北・西・東・南)
      - 料金Ⅲグループ - 旭川、北見、釧路、帯広、首都圏
      - 料金Ⅳグループ - 岩見沢、小樽、室蘭、苫小牧、函館

- 札幌支店
  - 営業部 - 札幌市中央区南1条東2丁目6番地　大通バスセンタービル2号館
- 旭川支店 
  - 営業課 - 旭川市4条通12丁目1444番地の1　北海道電力旭川支店内
- 北見支店
  - 営業課 - 北見市北8条東1丁目2番地1　北海道電力北見支店内
- 釧路支店
  - 営業課 - 釧路市幸町8丁目1番地　北海道電力釧路支店内
- 帯広支店
  - 営業課 - 帯広市西5条南7丁目2番地の1　北海道電力帯広支店内
- 室蘭支店
  - 営業課 - 室蘭市寿町1丁目6番25号　北海道電力室蘭支店内
- 苫小牧支店
  - 営業課 - 苫小牧市新中野町3丁目8番7号　北海道電力苫小牧支店内
- 函館支店
  - 営業課 - 函館市千歳町25番15号　北海道電力函館支店内